# Золотое крыльцо
«Золотое крыльцо» — советский цветной широкоэкранный художественный фильм 1972 года кинорежиссёра Игоря Шишова. Вышел на экраны 11 февраля 1974 года.

## Сюжет
Через четыре года встречаются возле «золотого крыльца» бывшие одноклассники. Аня учится на философском факультете, Игорь — на экономическом, Петя — на медицинском, а Таня и Женя работают на заводе. После неудачи Тани с поступлением в театральный институт, Женя устраивает её на работу. На заводе происходит авария по вине Тани, что приводит к конфликту между ней и Женей. Таня знакомится с учёным Валерием и выходит за него замуж, что вызывает неуёмную обиду у Жени. Его друг, старый скульптор, советует ему преодолеть обиды.

## В ролях
- Виктор Семёнов — Женя
- Наталья Рыгачова — Таня
- Борис Быстров — Валерий
- Владимир Герасимов — Саша
- Таня Майсенович — Юлька
- Бронюс Бабкаускас — скульптор
- Станислав Чуркин — мастер
- Борис Владомирский — начальник цеха
- Александра Климова — мать Тани
- Тамара Муженко — Катя
- Татьяна Лукина — Аня
- Валентин Рыжий — Игорь
- В. Михайлов — Петя
- Т. Герман — Света
- В эпизодах:
- Б. Баклейчев
- Александр Белов
- Фома Воронецкий
- Нинель Жуковская
- Александра Зимина
- Михаил Комаров
- Александр Кашперов
- Наталья Кофанова
- А. Кирюшин
- Анатолий Мазловский
- Анатолий Обухов
- Юлия Полосина
- М. Петров
- Георгий Ручимский
- В. Турмович
- Леонид Улащенко

## Съёмочная группа
- Автор сценария: Самсон Поляков
- Режиссёр-постановщик: Игорь Шишов
- Оператор-постановщик: Олег Авдеев
- Художник-постановщик: Вячеслав Кубарев
- Композитор: Евгений Крылатов
- Автор текстов песен: Юрий Энтин
- Звукооператор: Константин Бакк
- Режиссёр: Л. Фадеева
- Оператор: Геннадий Переверзев
- Костюмы: Людмила Горохова
- Гримёр: Григорий Храпуцкий
- Монтажёр: Валентина Хантеева
- Ассистенты режиссёра: И. Яницкая, А. Волков, Е. Грибов
- Ассистенты оператора: В. Бычковский, М. Каланинский, Л. Виссарионова
- Ассистент художника: В. Моментов, И. Рогатень
- Консультант: Г. Муромцев
- Редактор: Анатолий Делендик
- Директор картины: Степан Терещенко
- Государственный оркестр кинематографии (дирижёр Давид Штильман)

## Критика
Критик Юрий Калещук на страницах газеты «Советская культура» писал, что в фильме хоть и есть «восхитительный эпизод, где Таня приходит послушать, как Женя будет защищать научную работу», который имеет существенное значение, но отмечал, что «невнятность конфликта раздражает, а недоумение вызывает лишь то, каким образом героиня фильма оказалась пультом управления краном, изначально собиравшаяся поступать в театральное училище». В конце своей статьи он написал: «Это разные картины („Лавры“, „По собственному желанию“, „Золотое крыльцо“), но объединяет их одно: недоверие к материалу, неодолимое желание спрятаться от подлинных сложностей подлинной жизни за испытанными фанерными схемами».
Критик О. Ульянова на страницах журнала «Искусство кино» считала, что «герои у авторов вышли недостаточно интересными, и не получились живыми», назвав кадры с детьми на ходулях «очень симптоматичными». Она написала: «Фильм вроде бы нарядный и даже местами позолочённый сказочными мотивами. Но при том фильм оставляет впечатление блеклое и неглубокое».